# The Saint (série de televisão)
The Saint (O Santo em Brasil e Portugal) foi uma série de televisão do Reino Unido. A série baseada no personagem literário Simon Templar, criado em 1920 por Leslie Charteris.

## Sinopse
Simon Templar (Roger Moore) é "O Santo", um espião britânico cínico e com charme, que faz de tudo para apanhar os bandidos, fazendo assim justiça. No entanto, ele precisa da ajuda de alguém, para resolver os casos mais complicados, não só em Londres, como também de alguns países estrangeiros.  

## Elenco
- Roger Moore - Simon Templar
- Ivon Dean - Inspector Claud Eustace Teal
- Arnold Diamond - Coronel Latignant

## Televisão

### Reino Unido
No Reino Unido, a série foi exibida originalmente no ITV, entre 4 de outubro de 1962 e 9 de fevereiro de 1969. 

### Estados Unidos
Nos Estados Unidos, a série passou no NBC entre 1967 e 1968. Também foi exibido no CBS. 

### Brasil
No Brasil, a série passou na Record nos anos 60. 

### Portugal
Em Portugal, a série estreou na RTP em 1963 e as temporadas foram exibidas até ao início dos anos 70, na locução original (com legendas em Português). Repetiram na RTP Memória em 2006 e entre 2012 e 2013.   
O sucesso da série em Portugal foi tão grande que logo em 1964 foi convidado a visitar o país. No avião, o ator foi recebido por vários fãs.